# Jean-François Chiappe
Pour les autres membres de la famille, voir Famille Chiappe.
Ne doit pas être confondu avec François Chiappe.
Jean-François Chiappe, né le 30 novembre 1931 à Laon dans l’Aisne et mort le 21 octobre 2001 à Versailles, est un écrivain spécialisé en histoire, producteur de radio et de télévision français. Sur le plan politique, Jean-François Chiappe appartenait aux courants monarchistes et catholiques.

## Biographie
Il est issu d’une famille corse qui a donné le conventionnel Ange Chiappe (1766-1826).
Il s'est marié en 1961 avec Marina Grey (1919-2005), fille du général Dénikine et de Xenia Dénikine.
Son père, Angelo Chiappe, était préfet, fusillé en janvier 1945 pour faits de collaboration. Son oncle, Jean Chiappe, préfet de police de 1927 à 1934, périt en mer en 1940 ; son avion piloté par Henri Guillaumet a été abattu par la chasse italienne. Il fait ses études au cours Hattemer, passe son baccalauréat en 1954 puis entre chez L’Oréal comme adjoint au directeur de publicité.
Dès 1957, il devient coauteur et coproducteur de programmes pour la télévision. Il collabore ainsi aux émissions Télé-Match, La roue tourne et La Tête et les jambes. À la radio, il participe à La Tribune de l'Histoire, créée en 1951 par André Castelot, Alain Decaux et Jean-Claude Colin-Simard, qu'il remplace. À partir de 1963 et jusqu’en 1997, il est coproducteur de cette émission. Il signe lui-même quelques dramatiques pour France Inter et participe également aux émissions L’histoire en question et Questions pour l’histoire.
Auteur de nombreux ouvrages consacrés à l'histoire, il a été un temps le rédacteur en chef de la revue Le miroir de l'histoire, et a contribué au succès en France des ouvrages de vulgarisation historique. Il repose au cimetière Notre-Dame de Versailles.

### Engagement politique
En 1957, il collabore avec Jean Ferré à la revue C’est-à-dire. Cette revue se veut ouverte à « toutes les droites ». Il s’y occupe du service de politique intérieure.
En 1958, Jean-François Chiappe, monarchiste, collabore à la revue Rivarol. Il fut aussi le président de l’Association des amis de Rivarol jusqu'à sa mort,,.
En 1974, il entre au comité central du Front national, dont il est un temps vice-président. En 1988, il soutient la candidature de Jean-Marie Le Pen à l’élection présidentielle. 
Il fut le vice-président de l’Association professionnelle de la presse monarchique et catholique.
En 1999, il signe pour s'opposer à la guerre en Serbie la pétition « Les Européens veulent la paix », lancée par le collectif Non à la guerre.

## Prix
Jean-François Chiappe a reçu le grand prix Gobert de l’Académie française en 1983, et le prix des intellectuels indépendants en 1992.
Il a été lauréat du prix Hugues-Capet en 1996 pour son ouvrage Louis XV.

## Ouvrages
- La Vendée des Cent-Jours, Éditions Perrin, Paris, 1999.  (ISBN 2262014167)
- La Vendée en armes : Tome 1, 1793, Éditions Perrin, Paris, 1982, réédition Dualpha 2006.  (ISBN 2915461546)
- La Vendée en armes : Tome 2, Les géants, Éditions Perrin, Paris, 1982, réédition Dualpha 2006.  (ISBN 2915461554)
- La Vendée en armes : Tome 3, Les Chouans, Éditions Perrin, Paris, 1982, réédition Dualpha 2006.  (ISBN 2915461562)
- Le Comte de Chambord, Éditions Perrin, Paris, 1999.  (ISBN 2262015228)
- Le comte de Chambord et son mystère, Éditions Perrin, Paris, réédition 2006.  (ISBN 2262007624)
- Histoire des droites françaises, tome 1, Éditions du Rocher, Monaco, 2003.  (ISBN 226803920X)
- Histoire des droites françaises, tome 2 : De 1889 à la condamnation de l'Action française, Éditions du Rocher, Monaco, 2003.  (ISBN 2268045838)
- Une histoire de la France, Éditions Perrin, Paris, 1999.  (ISBN 2262009643)
- Louis XV, Perrin, 1987, réédition en 1999.  (ISBN 2262010560)
- Louis XVI, tome 1 : Le Prince, Éditions Perrin, Paris, 1987.  (ISBN 2262004560)
- Louis XVI, tome 2 : Le Roi, Éditions Perrin, Paris, 1987.  (ISBN 226200465X)
- Louis XVI, tome 3 : L'Otage, Éditions Perrin, Paris, 1989.  (ISBN 2262006547)
- Georges Cadoudal ou la liberté, Éditions Perrin, Paris, 1971, réédition en 1993.  (ISBN 226200014X) Prix Bretagne 1970
- Montesquieu : L’homme et l’héritage, Éditions Perrin, Paris, 1990, réédition par les Éditions du Rocher, Monaco, 1998.  (ISBN 2268029115)

## Émissions de télévision
- 1966 : La Caméra explore le temps : les Cathares, no 38 : Les Cathares - L'inquisition (écrit avec André Castelot, réalisation de Stellio Lorenzi)
- 1973 : Le Lys (émission télévisée de Paule de Beaumont), réalisation de Jean-Paul Roux